# André Jaume
André Jaume (* 7. November 1940 in Marseille) ist ein französischer Musiker (Saxophon, Klarinette und Flöte) des Creative Jazz.

## Leben und Wirken
Jaume lernte Klarinette und später Saxophon. Zunächst beeinflusst durch Sidney Bechet, öffnete er sich für den Modern Jazz und besuchte zwischen 1966 und 1969 die Jazzschule von Guy Longnon. Nach einer längeren Studienreise durch Afrika spielte er in eigenen Gruppen Jazz, Rock und nicht-europäische Musik. 1972/73 wirkte er in der Bigband von Ambrose Jackson und Barre Phillips, bevor er ein Duo mit Perkussionist Gérard Siracusa gründete, was sich bald zu einem Trio mit dem Gitarristen Raymond Boni entwickelte. 1976 nahm er eine Soloplatte auf und wirkte in der Musiktheatergruppe Blaguebolle mit, aus der 1978 die Musikerinitiative GRIM hervorging. Zwischen 1976 und 1979 war er auch Mitglied des Orchesters von Jef Gilson. Bereits in dieser Zeit machte er die Bekanntschaf von  Joe McPhee, mit dem er später immer wieder zusammenspielte, ab 1985 auch durch die USA tourte und Alben wie Old Eyes & Mysteries oder Oleo & a Future Retrospective vorlegte. In dieser Zeit spielte er auch mit François Couturier und im Quintett von Michel Petrucciani. 1983 und 1984 schrieb er die Musik für ein Oktett mit Streichern und nahm ab 1986 Kompositionsunterricht bei Jimmy Giuffre, mit dem er 1988 auch auf dem Jazz Festival Willisau auftrat (CD bei HatHut Records). Weiterhin arbeitet er auch im Duo mit Daniel Humair, arbeitete mit Buddy Collette (1988), mit Charlie Mariano (1990), John Medeski (1994), Charlie Haden, Barry Altschul, John Tchicai, Jean-Marc Montera, Fredy Studer, Raphaël Imbert, Violetta Ferrer und mit Musikern aus Indonesien und aus Guinea. Mit Remi Charmasson, Drew Gress und Tom Rainey entstand das Album Fly Baby, Fly (2013).
Mitte der 1980er gründete Jaume das Label CELP, auf dem er zahlreiche eigene Alben veröffentlichte. Bis 2001 lehrte er am Konservatorium von Avignon.

## Lexigraphische Einträge
- Wolf Kampmann (Hrsg.), unter Mitarbeit von Ekkehard Jost: Reclams Jazzlexikon. Reclam, Stuttgart 2003, ISBN 3-15-010528-5.